# 梶幹雄
梶 幹雄（かじ みきお、1940年〈昭和15年〉11月4日 - ）は、日本のフリーアナウンサー。元ニッポン放送アナウンサー。

## 来歴
台北州（現在の台湾台北市）で生まれ、すぐに東京都に転居。東京都立第一商業高等学校を経て1965年3月に明治大学商学部商学科卒業。大学在学中はグリークラブに所属していた。
同年4月、ニッポン放送に入社。入社同期は同じ大学出身で、元同じくアナウンサーで現・フリーアナウンサーである高嶋秀武。
1968年にリリースされた高石ともやのシングル『受験生ブルース』にて、この曲中に出て来る「ラジオ講座」のアナウンサーとして出演している。
1992年、ニッポン放送を早期退社し、フリーアナウンサーに転向。
『オールナイトニッポン』（1968年10月 - 1969年10月　金曜日）、『梶みきおの昼休み天国』などのラジオ番組を担当。オールナイトニッポンでは、音楽は他の曜日のパーソナリティーが洋楽を多くかけている中、自分は6：4の割合で邦楽を多くかけていたと話している。
フリーアナウンサーとなると同時に個人事務所「オフィス梶」を設立する。
2005年末より栃木県那須塩原市に移住し、田舎暮らしを実践している。

## 出演番組

### 現在
- みちのく歌つづり（福島中央テレビ）
- オトナリズム（栃木放送 2015年10月- 水曜 12:30-16:00）

## 過去の出演番組
- ひるの歌謡曲（NHK-FM／～2005年3月）
- 梶幹雄の歌謡深夜便（ラジオ関西→ラジオ日本）
- あのグラ・スーパーナイト ラジオ冒険王（エフエム世田谷）

## ニッポン放送時代の出演番組
- 梶幹雄のオールナイトニッポン（パーソナリティ）※金曜 - 1968年10月14日 - 1969年10月11日[1]
- 梶幹雄ショウ
- サテライト歌謡ヒットパレード[1]
- 梶みきおの昼休み天国[1]
- ナイタースペシャル 梶みきおの歌謡大全集
- 梶みきおの日曜一番乗り

## 特別番組・ゲスト出演
- 土曜ちゃっかり亭 （栃木放送／2011年6月25日14時台「今日のお客さま」に出演[6]）